# Condestável da França

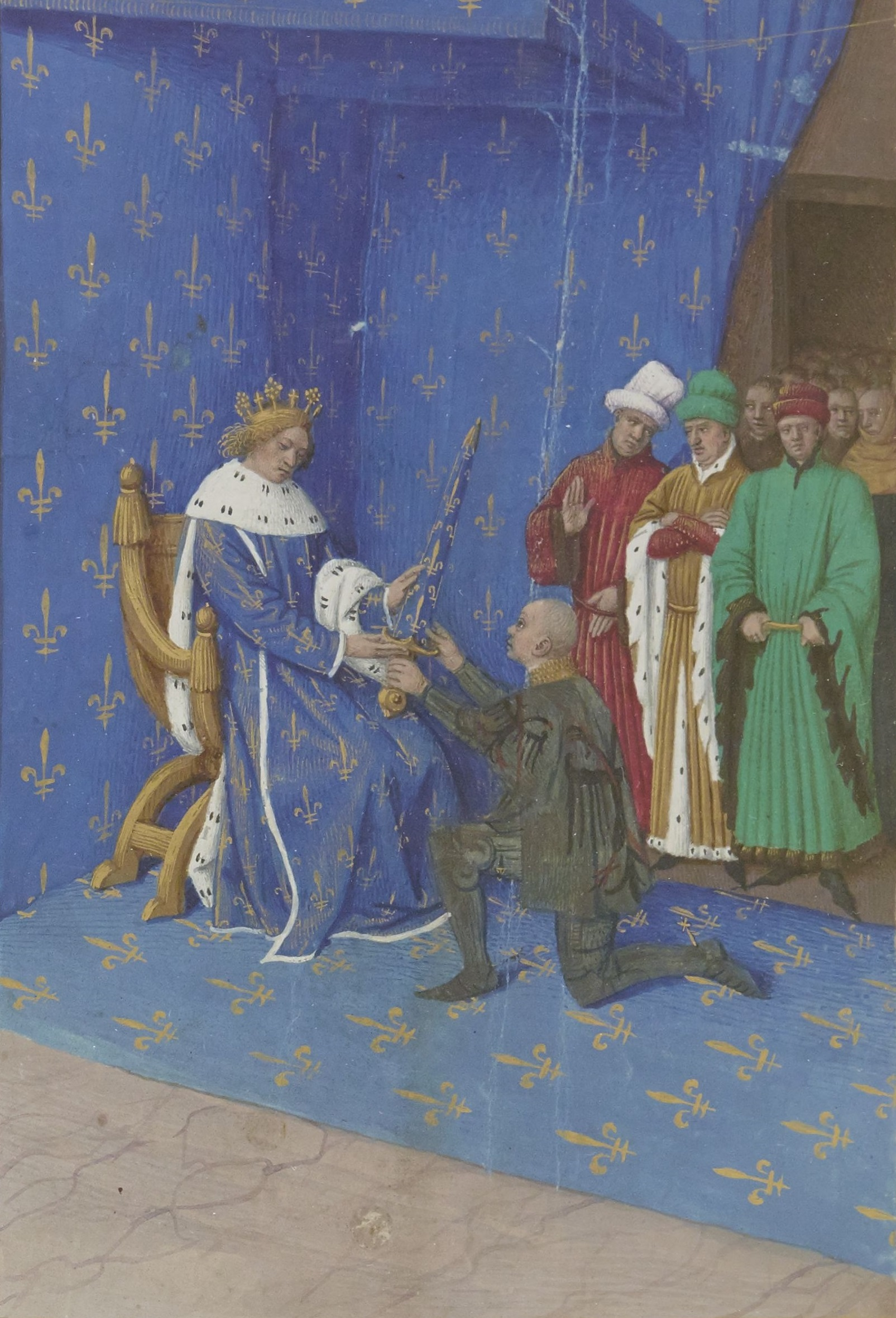
2 de outubro de 1369: Carlos V de França apresenta a espada Joiosa ao Condestável Bertrand du Guesclin, miniatura de Jean Fouquet.

O Condestável da França (em francês Connétable de France; do latim comes stabuli: isto é, 'Conde do estábulo'), como o primeiro oficial da Coroa, era um dos cinco Grandes Diretores originais da Coroa da França (junto com o Sénéchal, camareiro, mordomo, e chanceler) e Comandante em Chefe do exército francês. Ele, teoricamente, como o tenente-general do rei, superava todos os nobres e era o segundo em comando, atrás apenas do rei.
O Condestável também era responsável pela justiça militar e servia para regular a Cavalaria. Sua competência era chamada de connestablie. O cargo foi fundado pelo rei Filipe I, em 1060, com Alberico se tornando o primeiro Condestável. O cargo foi abolido em 1627, de acordo com o Edito de Janeiro publicado naquele ano pelo Cardeal de Richelieu, após a morte de Francisco de Bona, Duque de Lesdiguières, depois de sua conversão do protestantismo ao catolicismo em 1622. A posição foi substituída pelo Decano dos Marechais (Doyen des maréchaux), na realidade, o Marechal de França mais antigo em um papel estritamente cerimonial. O título de Marechal General da França ou mais exatamente "Marechal General dos campos e exércitos do Rei" (maréchal général des camps et armées du roi) era dado para significar que o destinatário tinha autoridade sobre todos os exércitos franceses nos dias em que um marechal regia normalmente apenas um exército. Esta dignidade foi oferecida somente para Marechais de França, geralmente quando a dignidade do Condestável da França não estava disponível ou, depois de 1626, reprimida.
Alguns condestáveis morreram em combate ou foram executados por traição, principalmente por intriga política.

## Emblema de oficio
O emblema de oficio era uma espada altamente elaborada chamada Joiosa, em homenagem à lendária espada de Carlos Magno. Joiosa era uma espada feita com fragmentos de diferentes espadas e utilizada no Sacre dos reis franceses desde pelo menos 1271. Era contida em uma bainha azul decorada com a flor-de-lis na coluna do punho para apontar. Tradicionalmente, o condestável era presenteado com a espada ao tomar seu cargo.

## Autoridade
Após a abolição do cargo de Sénéchal em 1191, o Connétable se tornou o oficial mais importante do exército, e como primeiro oficial da Coroa, era classificado em precedência imediatamente após o pariato. Tinha o cargo de tenente-general do rei, tanto dentro como fora do reino. O condestável tinha sob seu comando todos os oficiais militares, incluindo o Marechaux; também era responsável pelo financiamento do exército, administrar a justiça militar dentro do hospedeiro (o nome da jurisdição era connétablie), que ele exercia com o auxílio do Maréchaux (marechais) da França. Este paralelo na Corte do Senhor Condestável, mais tarde chamado curia militaris da Corte de Cavalaria, que existiu na Inglaterra naquela época.

## Subordinados ao Condestável da França
- Marechal de França (Maréchal de France) Às vezes, o Marechal de França era sênior para o Condestável;
  - Coronel-general — uma posição especial no exército francês, que comanda todos os regimentos do mesmo ramo de serviço (ou seja, infantaria, cavalaria, Dragões, ...);
  - Tenente-general — o posto geral mais alto do exército francês;
  - Maréchal de camp (para não ser confundido com o Marechal de campo) — a classificação geral mais baixa, igual a posterior général de brigade;
- Porte-Oriflamme — uma posição de muito prestígio, embora não oficial, que carrega a bandeira real na batalha;
- Grão-Mestre dos Besteiros (Grand-Maître des Arbalétriers — comandante dos besteiros);
- Grão-Mestre da Artilharia (Grand-Maître de l'artillerie). Desde o início do século XVII, o Grão-Mestre da Artilharia se tornou um Grande Oficial da Coroa e já não era subordinado ao Condestável;
- Tenente-general do Realm — nomeado ocasionalmente e serviu como um pseudo-vice-rei para supervisionar os negócios reais em uma região e servindo diretamente sob o rei. Como primeiro oficial ele ultrapassou todas os outros tenentes-generais.

## Condestáveis da França
Note que existem lacunas nas datas já que a posição não era sempre certa após o falecimento de seu ocupante.

### Durante o Reino da França
Dinastia capetiana
- Alberico, 1060–1065;
- Balberico, 1065–1069;
- Gauthier, 1069–1071;
- Adelelme, 1071–1075;
- Adam, 1075–1085;
- Teobaldo, Seigneur de Montmorency, 1085–1107;
- Gaston de Chanmont, 1107–1108;
- Hugues le Borgne de Chanmont, 1108–1135;
- Mateus de Montmorency (morto em 1160), 1138–?;
- Simão de Neauphle-le-Chateau, 1165–?;
- Raul I de Clermont (morto em 1191), 1174–1191;
- Dreux IV de Mello (1148–1218), 1194–1218;
- Mateus I le Grand, Barão de Montmorency (morto em 1231), 1218–1231;
- Amauri VI de Montfort (morto em 1241), 1231–1240;
- Humberto V de Beaujeu (morto em 1250), 1240–1248;
- Gilles II de Trasignies (morto em 1275), 1248–1277;
- Humberto VI de Beaujeu (morto em 1285), 1277;
- Raul II de Clermont (morto em 1302), 1277–1307;
- Gaucher V de Châtillon (1249–1329), 1307–1329;

Casa de Valois
- Raul I de Brienne, Conde d'Eu e Guînes (morto em 1344), 1329–1344;
- Raul II de Brienne, Conde d'Eu e Guînes (morto em 1350), 1344–1350;
- Carlos de Lacerda (morto em 1354), 1350–1354;
- Jaime I de Bourbon (1319–1362) 1354–1356;
- Gualtério VI de Brienne (c. 1304–1356), 1356;
- Robert Morean de Fiennes (1308–1372), 1356–1370;
- Bertrand du Guesclin (1320–1380), 1370–1380;
- Olivier IV de Clisson (1336–1407), 1380–1392;
- Filipe de Artois, Conde d'Eu (1358–1397), 1392–1397;
- Louis de Sancerre (1341–1402), 1397–1402;
- Waleran, Conde de Saint Pol (morto em 1415), 1411–1413;
- Carlos I de Albret, Conde de Dreux (morreu em 1415, em Azincourt), 1413-1415;
- Bernardo VII, Conde de Armagnac (morto em 1418), 1415–1418;
- Carlos II, Duque de Lorena (1365–1431), 1418–1424;
- João Stewart, Conde de Buchan (c. 1381–1424), 1424;
- Artur da Bretanha (1393–1458), 1425–?;
- João Talbot, 1º Conde de Shrewsbury e Waterford (1384/1390–1453), 1445–1453 (nomeado por Henrique VI de Inglaterra em sua posição como rei da França);
- Luís de Luxemburgo, Conde de Saint-Pol[3] (1418–1475), 1465–?;
- João II, Duque de Bourbon (1426–1488), 1483–1488;

Casa de Valois Angoulême
- Carlos III de Bourbon (1490–1527), 1518–1523;
- Anne de Montmorency, Grande Maitre de France (1492-1567), 1538-1567;

Casa de Bourbon
- Henrique I de Montmorency (1570–1621), 1593–1621
- Carlos d'Albert, duc de Luynes (1621), 1621
- Francisco de Bona, Duque de Lesdiguières (1543–1636), 1622–1626

### Primeiro Império
Durante o Consulado, a família Bourbon, através do conde de Artois, alegadamente ofereceu à Napoleão Bonaparte, como primeiramente o cônsul, o título de Condestável da França se restaurá-se os Bourbons como reis da França. No entanto, em 1808, Napoleão também foi apontado o Grande Dignitário do Império Francês (Grands dignitaires de l'Empire Français). Ao fazer isso, ele nomeou como Condestável seu irmão mais novo Luís Bonaparte, rei dos Países Baixos, e como Vice-Condestável, Marechal do Império Louis-Alexandre Berthier, o Chefe do Estado-Maior do Exército francês e Príncipe de Neuchâtel. Ambos os títulos eram estritamente honoríficos.

## Cinema
If I Were King, 1938, com François Villon (interpretado por Ronald Colman), que foi apontado por Luís XI, Rei da França (interpretado por Basil Rathbone) para ser Condestável da França por uma semana.
Várias versões da peça Henrique V de Shakespeare retratam o Condestável Carlos d'Albret, conde de Dreux, que foi nomeado por Carlos VI de França e foi morto na Batalha de Azincourt, em 1415. É interpretado por Leo Genn no filme homônimo de 1944, por Richard Easton no filme de 1989, e por Maxime Lefrancois no filme de 2012. No filme de 1944, morre em combate pessoal com o rei Henrique. No filme de 1989, é retratado caindo de seu cavalo na lama (tradição histórica detém que foi afogado na lama, devido ao peso de sua armadura, desabilitado por ter seu cavalo caindo sobre ele). No filme 2012 é alvejado por um arqueiro após esfaquear o duque de Iorque na parte de trás na floresta, longe da batalha principal.